# Szkarada
Szkarada (prononciation : [ʂkaˈrada]) est un village polonais de la gmina de Sanniki dans le powiat de Gostynin de la voïvodie de Mazovie dans le centre-est de la Pologne.
Il se situe à environ 3 kilomètres à l'est de Sanniki (siège de la gmina), 31 kilomètres à l'est de Gostynin (siège du powiat) et à 77 kilomètres à l'ouest de Varsovie (capitale de la Pologne).

## Histoire
De 1975 à 1998, le village appartenait administrativement à la voïvodie de Płock.